# Macrocephalus
Macrocephalus is een geslacht van wantsen uit de familie van de Reduviidae (Roofwantsen). Het geslacht werd voor het eerst wetenschappelijk beschreven door Swederus in 1787.  Het genus Macrocephalus A.G.Olivier, 1789 is ook in gebruik voor een groep snuitkevers. 

## Soorten
Het genus bevat de volgende soorten:

- Macrocephalus argentinus Kormilev, 1950
- Macrocephalus arizonicus Cockerell, 1900
- Macrocephalus aspersus Champion, 1898
- Macrocephalus barberi Evans, 1931
- Macrocephalus cimicoides Swederus, 1787
- Macrocephalus costariquensis Kormilev, 1962
- Macrocephalus crassus Handlirsch, 1897
- Macrocephalus dissolutus Kormilev, 1984
- Macrocephalus dollingi Kormilev, 1984
- Macrocephalus dorannae Evans, 1931
- Macrocephalus gracilis Handlirsch, 1897
- Macrocephalus incisus Stål, 1862
- Macrocephalus manicatus (Fabricius, 1803)
- Macrocephalus notatus (Westwood, 1841)
- Macrocephalus panamensis Champion, 1898
- Macrocephalus peruvianus Dudich, 1922
- Macrocephalus reuteri Handlirsch, 1897
- Macrocephalus similis Kormilev, 1972
- Macrocephalus tuberosus Westwood 1841
- Macrocephalus uhleri Handlirsch, 1898
- Macrocephalus vesiculosus Handlirsch, 1897
- Macrocephalus vorax Hussey, 1953